# Plumstead Township
Plumstead Township est un township, situé dans le comté de Bucks, en Pennsylvanie, aux États-Unis,. En 2010, il comptait une population de 12 442 habitants. Le siège du township est situé à Plumsteadville.

## Démographie
Lors du recensement de 2010, le township comptait une population de 12 442 habitants. Elle est estimée, en 2016, à 13 687 habitants.

### Source de la traduction
- (en) Cet article est partiellement ou en totalité issu de l’article de Wikipédia en anglais intitulé « Plumstead Township, Bucks County, Pennsylvania » (voir la liste des auteurs).